# Love, Honor and Obey
Pour plus de détails, voir Fiche technique et Distribution.
Love, Honor and Obey est un film américain réalisé par Leander de Cordova, sorti en 1920.

## Synopsis
Stuart Emmett, un écrivain qui croit en l'amour mais pas au mariage, est blessé lors d'un accident de la route près de la maison de William Williams, un fanatique religieux, et de sa fille Conscience. Cette dernière prend soin d'Emmet et ils tombent amoureux l'un de l'autre. Mais leur amour va être contrarié par Williams...

## Fiche technique
- Titre original : Love, Honor and Obey
- Réalisation : Leander de Cordova
- Scénario : Eugene Walter, d'après le roman The Tyranny of Weaknes de Charles Neville Buck
- Photographie : Arthur Martinelli
- Production : Arthur Sawyer, Herbert Lubin
- Société de production : Sawyer-Lubin Pictures Corporation
- Société de distribution : Metro Pictures Corporation
- Pays de production :  États-Unis
- Langue originale : anglais
- Format : noir et blanc — 35 mm — 1,37:1 — Film muet
- Genre : Mélodrame
- Durée : 60 minutes
- Date de sortie : 
  - États-Unis : 6 septembre 1920

## Distribution
- Wilda Bennett : Conscience Williams
- Claire Whitney : Marion Holbury
- Henry Harmon : William Williams
- Kenneth Harlan : Stuart Emmett
- George Cowl : Eben Tollman
- E. J. Ratcliffe : Jack Holbury

## Autour du film
- C'est le premier film de Wilda Bennett[1]